# Baniana praecesta
Baniana praecesta är en fjärilsart som beskrevs av Juan Cristóbal Gundlach 1881. Baniana praecesta ingår i släktet Baniana och familjen nattflyn. Inga underarter finns listade i Catalogue of Life.